# Возрожденческое муниципальное образование
Возрожденческое муниципальное образование — муниципальное образование со статусом сельского поселения в Хвалынском районе Саратовской области Российской Федерации.
Административный центр — посёлок Возрождение.

## История
Статус и границы сельского поселения установлены Законом Саратовской области от 29 декабря 2004 года N 112-ЗСО «О муниципальных образованиях,  входящих в состав Хвалынского района».

## Население
| 2010  | 2011  | 2012  | 2013  | 2014  | 2015  | 2016  |
| ----- | ----- | ----- | ----- | ----- | ----- | ----- |
| 2550  | ↘2546 | ↘2519 | ↘2183 | ↘2160 | ↘2103 | ↘2045 |
| 2017  | 2018  | 2019  | 2020  | 2021  |       |       |
| ↘2005 | ↗2013 | ↘2000 | ↘1996 | ↗2058 |       |       |

## Состав сельского поселения
| № | Населённый пункт | Тип населённого пункта          | Население |
| - | ---------------- | ------------------------------- | --------- |
| 1 | Возрождение      | посёлок, административный центр | ↗2058     |